# 송은이, 김숙의 언니네 라디오
송은이, 김숙의 언니네 라디오는 SBS 러브FM에서 송은이, 김숙의 진행으로 방송했던 라디오 프로그램이다.

## 개요
2015년 11월 2일에 첫방송을 시작했으며, 원래는 저녁 6시 5분에 방송했으나, 2017년 9월 1일부터 낮 12시 5분으로 시간대를 이동하여 방송하다가, 2019년 6월 2일 방송을 마지막으로 4년 만에 폐지되었다.

## 코너

### 매일 코너
- 사연과 신청곡
- 비밀보장S
- 3도화음 퀴즈

### 요일별 코너
- 월요일 : 은프라 숙프리 쇼
- 화요일 : 전국지인자랑 (게스트: 개그우먼 안영미)
- 수요일 : 언니네 사랑방
- 목요일 : 득템했어, 오늘도 (게스트: 개그우먼 박지선)
- 금요일 : 심심풀이 (게스트: 작곡가 심은지, 가수 심현보)
- 토요일 : 고릴라 데이트
- 일요일 : 패키지뮤직 (게스트: 아나운서 김주우)

## 수상 내역
- 2016년 제43회 한국방송대상 연예오락 라디오부문 작품상

## 임시 DJ
- 2018년 11월 15일 : 별
- 2019년 1월 21일 ~ 22일 : 신봉선[1]
- 2019년 1월 23일 ~ 25일 : 박지선
- 2019년 2월 4일 ~ 2월 6일 (설날 특집) : 고영배, 주우재

## 역대 방송시간
| 방송 채널  | 방송 기간                         | 방송 시간                 |
| ---------- | --------------------------------- | ------------------------- |
| SBS 러브FM | 2015년 11월 2일 ~ 2017년 8월 31일 | 매일 저녁 6:05 ~ 밤 8:00  |
| SBS 러브FM | 2017년 9월 1일 ~ 2019년 6월 2일   | 매일 낮 12:05 ~ 오후 2:00 |